# Nymö kyrka
Nymö kyrka är en kyrkobyggnad i Nymö. Den är församlingskyrka i Fjälkinge församling i Lunds stift.

## Kyrkobyggnaden
Kyrkan av tegel och sten uppfördes troligen vid mitten av 1200-talet. Under 1400-talet byggdes kyrktornet av gråsten. Samma århundrade försågs kyrkorummet med nuvarande kryssvalv. Långhuset har två valv och koret ett valv. I tornets bottenvåning finns ett tunnvalv. Under senmedeltiden fick kyrkorummet kalkmålningar som senare målades över, men togs fram vid en renovering 1933. Dessa utfördes av Vittskövlegruppen. På 1840-talet uppfördes en mindre sakristia i öster.

## Inventarier
- Dopfunten av sandsten är tillverkad på medeltiden av Vitaby-Maglehemsgruppen. Tillhörande dopfat av mässing fanns med i en förteckning från 1713.
- Ovanför dopfunten hänger en åttasidig dopfuntsbaldakin som troligen är från 1600-talet.
- Ett triumfkrucifix av ek är från början av 1200-talet.
- Predikstolen är troligen tillverkad år 1626. Årtalet finns på ljudtakets inskrift.
- Altaret är byggt 1667 av Pehr Hindrikssen i Ystad. Altartavlan tillkom 1674.

### Orgel
- 1850 byggde Johan Magnus Blomqvist en orgel med 6 stämmor.
- 1907 byggde Johannes Magnusson, Göteborg en orgel med 6 stämmor.
- Den nuvarande orgeln byggdes 1968 av A. Mårtenssons Orgelfabrik AB, Lund och är en mekanisk orgel. Fasaden är från en äldre orgel.

| Manual I      | Manual II     | Pedal      | Koppel |
| Gedackt 8'    | Spetsgamba 8´ | Subbas 16´ | I/P    |
| Principal 4'  | Rörflöjt 4'   |            | II/P   |
| Kvinta 1 1/3' | Principal 2'  |            | II/I   |

## Bildgalleri

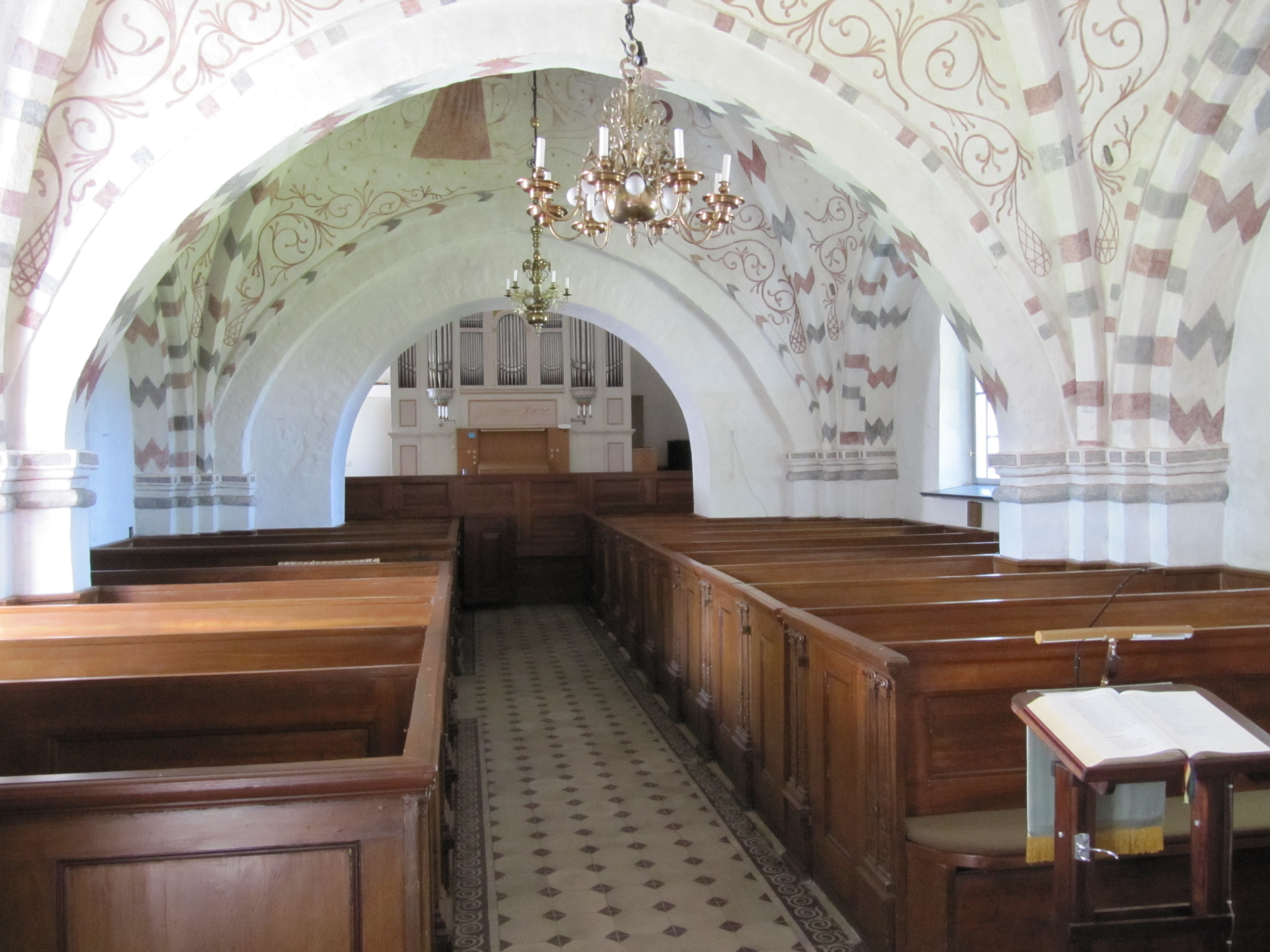
Kyrkorum mot väster
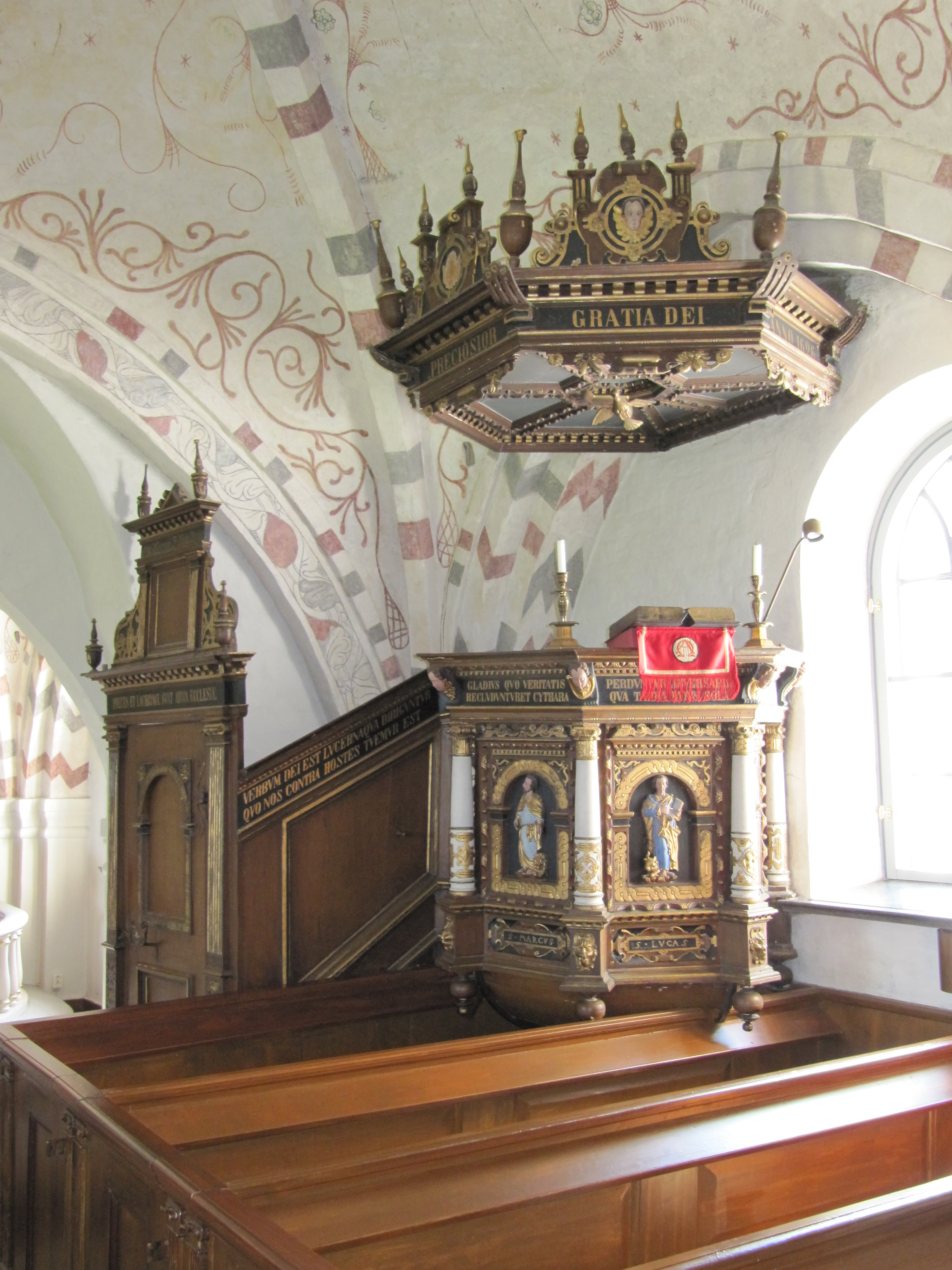
Predikstol
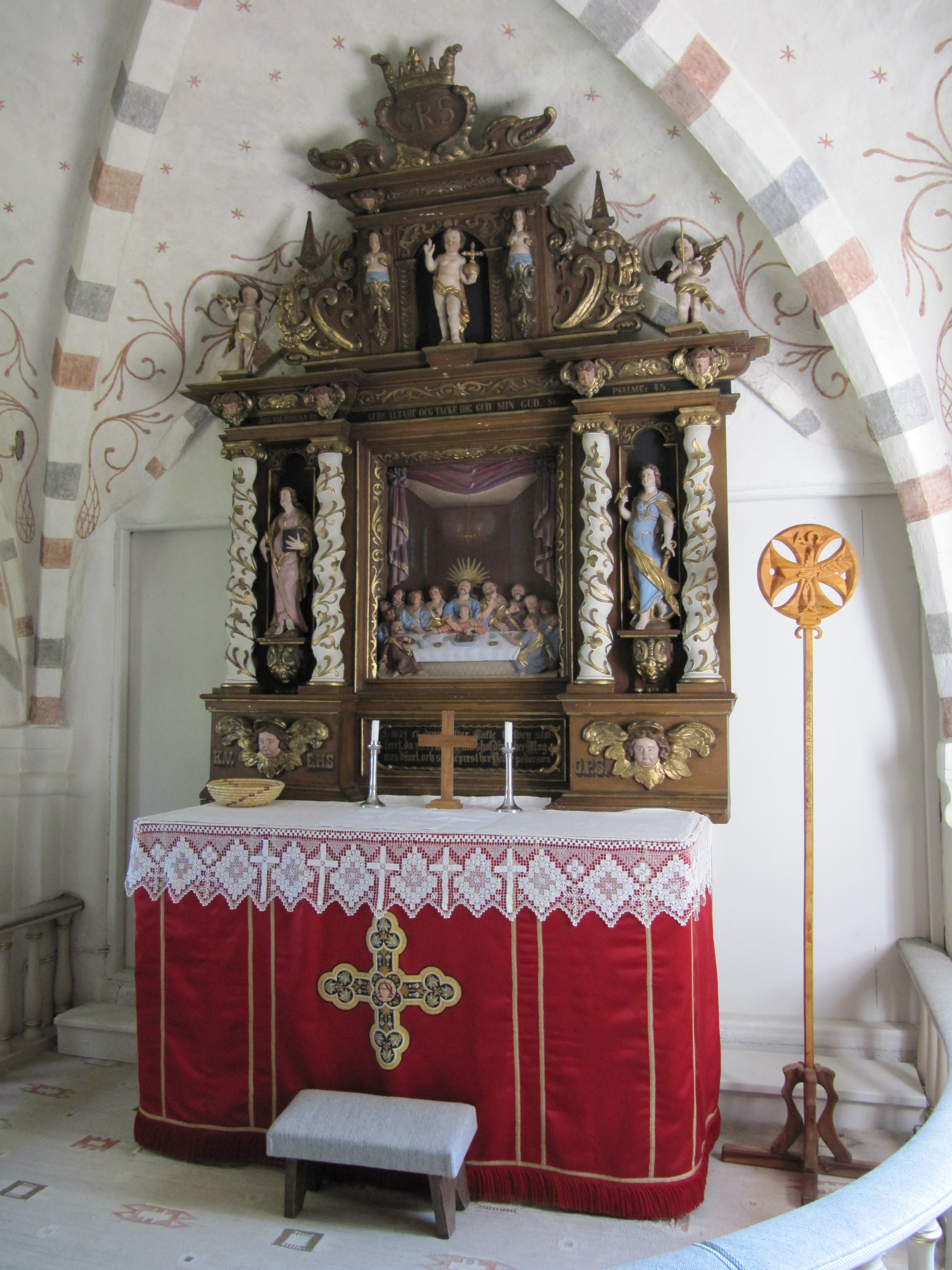
Altare med altaruppsats
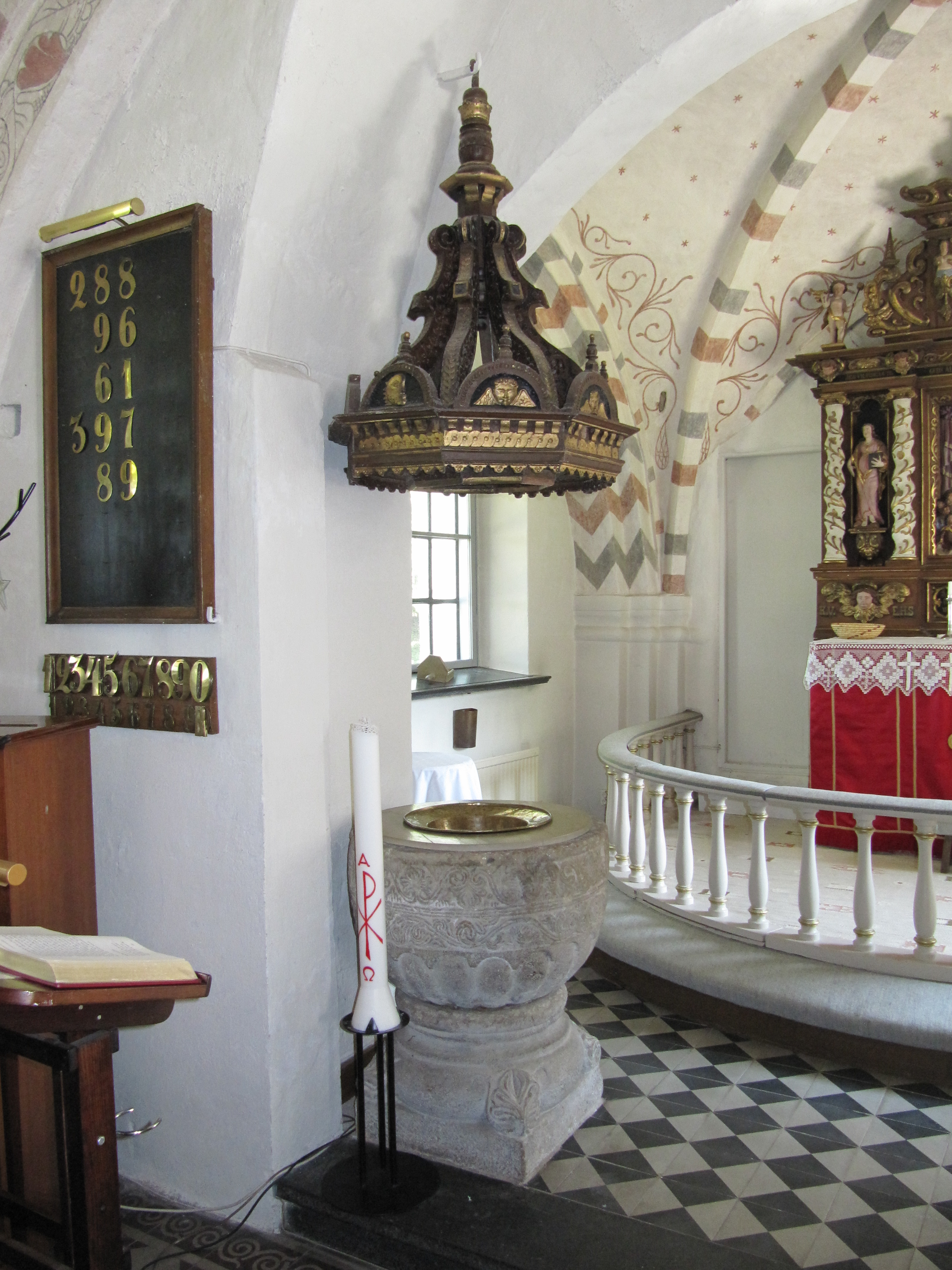
Dopfunt
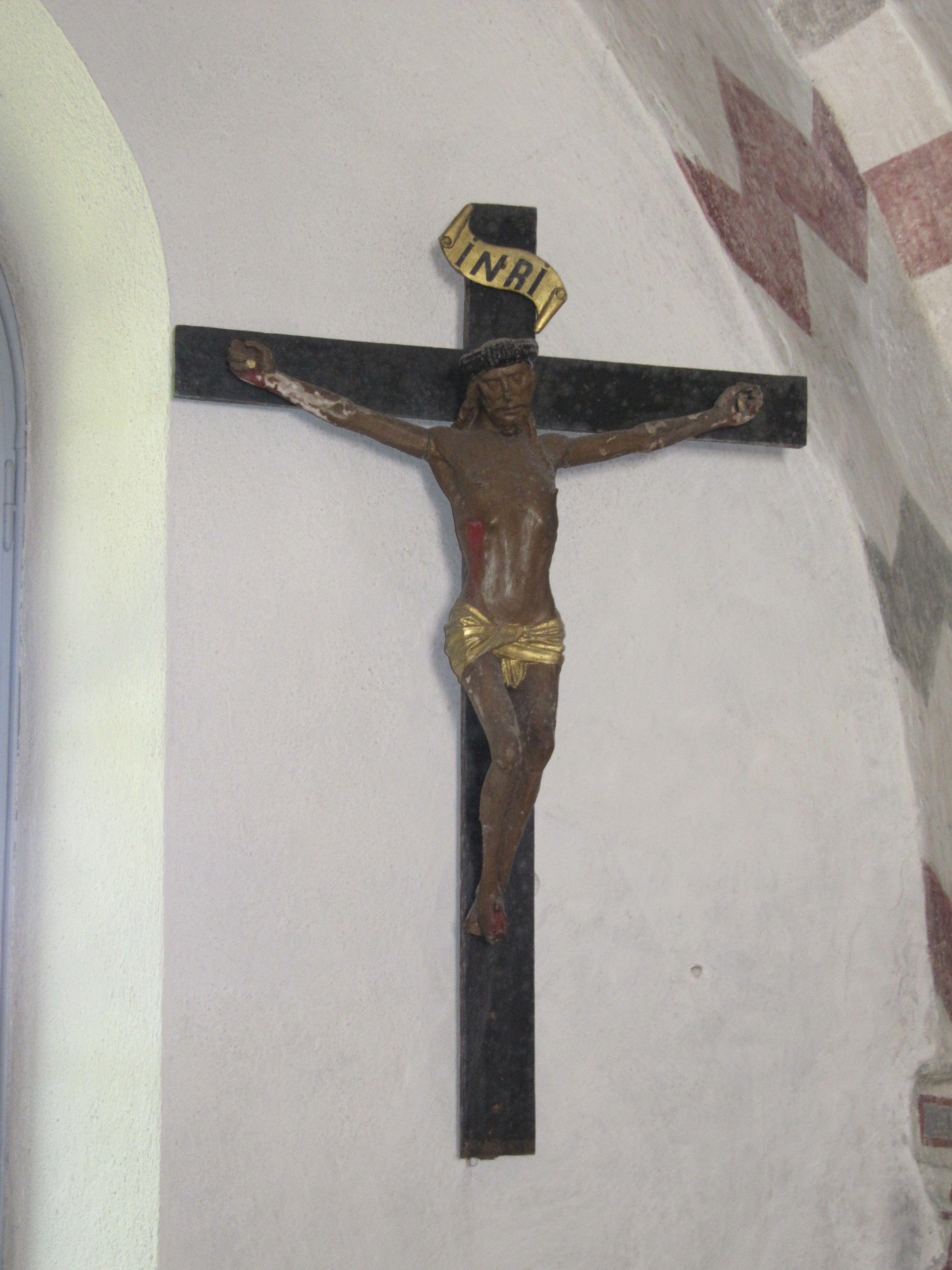
Triumfkrucifix